# Omalacantha bicornuta
Omalacantha bicornuta is een krabbensoort uit de familie van de Mithracidae. De wetenschappelijke naam van de soort is voor het eerst geldig gepubliceerd in 1825 door Latreille als Pisa bicornutus.